# Bloch: Die Geisel
Die Geisel ist ein deutscher Fernsehfilm von Elmar Fischer aus dem Jahr 2010. Es ist die achtzehnte Episode der Fernsehreihe Bloch.

## Handlung
Marianne Herbst, baden-württembergische Ministerin für Kultur, Sport und Jugend, bittet Bloch, ihr dabei zu helfen, die Erlebnisse aus ihrer Geiselhaft in Honduras zu verarbeiten. Sie leidet unter Stimmungsschwankungen und erhöhter Nervosität. Eigentlich war sie der Meinung, dass sie zwischen ihrem jetzigen Leben und der Hölle, der sie entronnen ist, unterscheiden zu können und dass deshalb hier in Deutschland alles wieder in Ordnung sein müsste. Aber dem ist nicht so und so hofft sie, dass eine Therapie ihr helfen kann. Maximilian Bloch erkennt schon beim Vorgespräch, dass Marianne Herbst tief im Innern das Erlebte versteckt hat und nur das nach außen dringt, was sie zulässt.
Herbst war fast ein Jahr lang in Geiselhaft und entsprechend hat sie den Kontakt zu ihrer Familie verloren. Ihr neunjähriger Sohn Leon und die siebzehnjährige Tochter Ines können die Autorität ihrer Mutter nicht so ohne Weiteres akzeptieren. Ein Jahr mussten sie ohne sie auskommen und nun will sie wieder die treusorgende Mutter sein. Leon würde gern von ihr Geschichten aus dem Dschungel hören, doch das lehnt sie strikt ab. Auch mit ihrem Mann will sie nicht darüber reden. Immer öfter bemerkt sie, wie Dinge aus ihrem Alltagsgeschehen die Bilder in ihrer Erinnerung wach rufen und sie sich wieder im Dschungel sieht.
Nach ihrer ersten Sitzung bei Bloch, bei der sie einige ihrer Probleme schildert, will sich der Therapeut ein Bild von der häuslichen Situation machen. Er spricht zuerst mit Leon, der sich darüber enttäuscht zeigt, dass seine Mutter nach ihrer Rückkehr das hübsch geschmückte Zimmer gar nicht gewürdigt hat, sondern gleich ins Bett ging. Ines meint, ihre Mutter sei völlig "durchgeknallt", seit sie wieder da ist. Stets reagiere sie panisch und sie sei jetzt schlimmer als früher. Dabei erfährt Bloch, dass es mit der Ehe Herbst schon vor der Entführung nicht zum Besten stand. Er spricht ihren Mann, Filip de Keyzer, darauf an und merkt schnell, dass sich die ganze Familie ihrer politischen Arbeit unterzuordnen hatte.
Bloch erklärt daraufhin Marianne Herbst, dass sie sich unbedingt um die Belange ihrer Familie kümmern muss: um die Hobbys der Kinder und auch die Arbeit ihres Mannes. Außerdem solle sie zugeben, dass sie auch Fehler mache. Bei einem gemeinsamen Gespräch mit der ganzen Familie Herbst kommt zutage, dass die Tochter unter dem Kontrollwahn ihrer Mutter leidet. Bloch kann Mutter und Tochter zu einem Rollentausch bewegen, der ihnen ihr Verhalten klar vor Augen führt. In der Folge funktioniert ihr Familienleben etwas besser, doch als die Medien melden, dass einer der verantwortlichen Entführer festgenommen wurde, bricht das Gefühlsleben von Marianne Herbst wieder zusammen. Dennoch spielt sie nach außen die starke Frau, die mit aller Macht verdrängen und vergessen will.
In einer Sitzung öffnet sie sich endlich Bloch. Sie hatte sich im Lager mit dem Entführer, der nun verhaftet wurde, eingelassen, um Vorteile zu erhalten und am Leben zu bleiben. Es macht ihr Angst, dass dieser über ihre Beziehung reden könnte. Zu Hause gelingt es ihr, sich bei ihrem Mann dafür zu entschuldigen, wie sie sich ihm und den Kindern gegenüber verhalten hatte. Doch schafft sie es nicht, über ihr Verhältnis im Lager mit ihm zu reden.
Ihre politischen Gegner finden heraus, dass die Ministerin therapeutische Hilfe in Anspruch nimmt und versuchen, dies für ihre Ziele auszunutzen. Schon bald erscheint ein Reporter und will Bloch aushorchen, was jedoch nicht gelingt. Dagegen schaffen es die Journalisten, Herbst aus der Fassung zu bringen, als sie konkret nach ihrem Verhältnis zu dem Entführer fragen. Sie läuft weg und sucht bei Bloch Unterschlupf, da sie sich nicht mehr nach Hause wagt. Die Presseleute belagern fortan ihr Haus. Bloch sucht ihre Familie auf und spricht mit ihrem Mann, der verzweifelt ist, dass seine Frau einfach nicht mit ihm über diese Angelegenheit gesprochen hatte und er es aus der Presse erfahren muss. Aufgrund der Medienbelagerung flieht er mit den Kindern in den Schwarzwald zu Freunden. Bloch hält Kontakt zu ihm und fährt mit Marianne Herbst hinterher. Gemeinsam sprechen sie über die Angelegenheit. Sie versichert, dass sie es nur getan hat, um zu überleben. Sie lebte wie in einer Parallelwelt. Ihr Mann kritisiert, dass sie die Menschen nur nach ihrem Nutzen für sich bewerten. Das habe sie schon immer getan. Sie misstraue jedem und wolle ihn nur um sich haben, weil sie es so wollte. Nur sie bringe sich ein und entscheide alle wichtigen Dinge. Damit ist für Bloch klar, dass dieser Grundkonflikt schon Jahre in der Ehe schwelt und dass die Ereignisse in Honduras nur der Auslöser für die jetzige Krise sind.
In einem Fernsehinterview spricht die Ministerin relativ offen über die Ereignisse in Honduras und gibt bekannt, dass sie von ihrem Amt zurücktreten wird. Das habe aber weniger mit ihrer Geiselnahme zu tun als mit der Tatsache, dass sie jetzt für ihre Familie da sein wolle, die ihr wichtiger sei als die politische Karriere. Ihr Mann, der das Interview im Fernsehen verfolgt hatte, holt sie daraufhin vom Flughafen ab und beide fahren schweigsam, aber gemeinsam nach Hause.

## Hintergrund
Die Geisel ist eine Koproduktion des Südwestfunk und des Westdeutschen Rundfunks und wurde zusammen mit Maran Film vom 13. Oktober 2009 bis zum 13. November 2009 in Baden-Baden und Stuttgart gedreht. Der Film entstand nach einer Konzeption von Peter Märthesheimer und Pea Fröhlich und wurde am 20. Oktober 2010 im Rahmen der ARD-Reihe „FilmMittwoch im Ersten“ zum ersten Mal zur Hauptsendezeit gesendet.

## Rezeption

### Einschaltquote
Der Film wurde von 4,79 Millionen Zuschauern gesehen, was einem Marktanteil von 14,9 Prozent entspricht. Bei der werberelevanten Zielgruppe der 14- bis 49-Jährigen waren es 1,06 Millionen Zuschauer und 8,3 Prozent.

### Kritiken
Rainer Tittelbach von tittelbach.tv urteilte: „Im 18. Einsatz darf sich Bloch als Familientherapeut bewähren. Er leistet ausgezeichnete Analyse-Arbeit, weil es der SWR gewagt hat, den Film stärker als gewohnt zum Schauplatz vielschichtiger psychologischer Prozesse zu machen. Bloch ist mehr als Psychotherapeut und weniger als Kommissar der Seele unterwegs. Meisterleistung von Claudia Michelsen! […] Fazit: ein komplexes, überragend gespieltes Psychodrama, das voller sozialer Rollenspiele steckt.“
Tilmann P. Gangloff urteilt bei Kino.de: „Wie so oft in den Filmen dieser Reihe bedient sich das Drehbuch kriminalistischer Versatzstücke, um auf diese Weise einen Krimi mit anderen Mitteln zu erzählen. […] Obwohl Fischer das Drehbuch von Jörg Tensing mit einer fast dokumentarisch anmutenden Ruhe umgesetzt hat, ist es ihm gelungen, eine hohe Intensität aufzubauen. Die sorgfältige Bildgestaltung durch Jürgen Carle, dessen Kamera bei aller Gelassenheit dennoch kaum merklich stets in Bewegung ist, verdeutlicht zudem die innere Unruhe der Figuren.“
Die TV Spielfilm vergab für den Film die bestmögliche Wertung (Daumen nach oben) und schrieb: „Eine Glanzleistung von Claudia Michelsen, ein komplexes Drehbuch (Jörg Tensing) - auf diese Reihe ist Verlass! Politiker auf die Couch - keine schlechte Idee!“